# 2020년 하계 올림픽 체코 선수단
2020년 하계 올림픽 체코 선수단은 2021년 7월 23일부터 8월 8일까지 일본 도쿄에서 열린 2020년 하계 올림픽에 참가한 올림픽 체코 선수단이다.
체코는 2020년 도쿄 하계 올림픽에 참가했다. 원래 2020년 7월 24일부터 8월 9일까지 열릴 예정이었던 올림픽은 코로나19 범유행으로 인해 2021년 7월 23일부터 8월 8일로 연기되었다. 이는 구 체코슬로바키아에서 분리된 이후 7회 연속 하계 올림픽 출전이었다.
탁구 선수 파벨 시루첵, 비치발리볼 선수 온드르제이 페루시치 및 마르케타 슬루코바, 로드 사이클 선수 미할 슐레겔을 포함한 여러 팀원과 대표단이 도쿄에서 코로나19 양성 반응을 보였다. 체코 팀의 전세기 비행에서는 전염병 방지 조치가 따르지 않았으며 대표단은 예방 접종을 받지 않은 테니스 의사의 양성 반응(체코 공화국의 광범위한 백신 가용성에도 불구하고)이 대부분의 논란을 불러일으켰다.
체코의 경우 이번 올림픽은 메달 측면에서 가장 성공적인 올림픽이었다. 체코 선수들은 1996년과 2012년 올림픽에서 은메달 1개로 종전 기록을 경신했다. 요세프 도스탈은 4개의 메달(은메달 1개, 동메달 3개)을 획득하여 체코 역사상 가장 많은 메달을 획득한 하계 올림픽 선수가 되었다.

## 출전 선수
| 종목           | 남자 | 여자 | 전체 |
| -------------- | ---- | ---- | ---- |
| 양궁           | 0    | 1    | 1    |
| 육상           | 14   | 14   | 28   |
| 농구           | 12   | 0    | 12   |
| 카누           | 6    | 2    | 8    |
| 사이클         | 5    | 2    | 7    |
| 승마           | 5    | 1    | 6    |
| 펜싱           | 2    | 0    | 2    |
| 골프           | 1    | 1    | 2    |
| 체조           | 1    | 1    | 2    |
| 유도           | 2    | 0    | 2    |
| 근대5종        | 2    | 0    | 2    |
| 조정           | 5    | 2    | 7    |
| 요트           | 1    | 0    | 1    |
| 사격           | 6    | 2    | 8    |
| 스포츠클라이밍 | 1    | 0    | 1    |
| 수영           | 4    | 5    | 9    |
| 탁구           | 2    | 1    | 3    |
| 테니스         | 1    | 5    | 6    |
| 트라이애슬론   | 0    | 2    | 2    |
| 배구           | 2    | 2    | 4    |
| 역도           | 1    | 0    | 1    |
| 레슬링         | 1    | 0    | 1    |
| 전체           | 74   | 41   | 115  |

## 같이 보기
- 올림픽 체코 선수단